# Африка (медаль)
Африка — серия монетовидных медалей, выпущенных частным монетным двором Africa Mint (Конакри) в 2003—2007 годах, с указанием двух (иногда больше) номиналов — во франках КФА и в «психологическом тестовом номинале» (англ. psychological testing denomination) «Африка» (англ. Africa), который призван привлечь внимание государств, не входящих в зону франка КФА, к идее введения общеафриканской денежной единицы. 1 Африка приравнена к 1500 франков КФА.

## Номиналы
Медали выпущены с указанием следующих номиналов:
- 1/2 Африки — 750 франков КФА;
- 1 Африка — 1500 франков КФА;
- 1 Африка — 1500 франков КФА — 2,30 евро — 3,45 швейцарских франка;
- 2 Африки — 3000 франков КФА;
- 3 Африки — 4500 франков КФА;
- 4 Африки — 6000 франков КФА.
- 5 Африк — 7500 франков КФА;
- 100 Африк — 150 000 франков КФА.

## Материал и сюжеты
Медали эмитированы с указанием следующих государств:
- Бенин[2];
- Буркина-Фасо[3];
- Гвинея-Бисау[4];
- Камерун[5];
- ЦАР;
- Чад[6];
- Республика Конго[7];
- Экваториальная Гвинея[8];
- Габон[9];
- Кот-д’Ивуар[10];
- Мали[11];
- Нигер[12];
- Сенегал[13];
- Того[14].

С 2003 года Африки выпускаются в виде монет из медно-никелевого сплава, золота и серебра. Монеты в 3 Африки (4500 франков КФА) и 4 африки (6000 франков КФА) — биметаллические. Монеты в 100 африк чеканились в двух вариантах: серебро и серебро с позолоченным кольцом. Среди монет в 3 Африки преобладают памятные, посвященные каким-либо значимым событиям или личностям в истории континента. Монета в 3 Африки 2007 года была посвящена Папе римскому Иоанну Павлу II.

## Галерея
- Монета в 1 Африку
- Монета в 3 Африки, посвященная визиту Иоанна Павла II
- Монета в 4 Африки